# کانان، اوساکا
کانان، اوساکا (به لاتین: Kanan, Osaka) یک منطقهٔ مسکونی در ژاپن است که در استان اوساکا واقع شده‌است. کانان  ۱۷٬۲۸۷ نفر جمعیت دارد.